# Jevgenyij Fjodorovics Dragunov
Jevgenyij Fjodorovics Dragunov (oroszul: Евгений Фёдорович Драгунов; Izsevszk, 1920. február 20. – 1991. augusztus 4.) szovjet fegyvertervező. Elsősorban sport- és céllövő fegyverek fűződnek a nevéhez, legismertebb alkotása azonban az SZVD–63 távcsöves öntöltő puska.

## Élete
1920. február 20-án született Izsevszkben egy fegyvergyári munkás családjában. Már a nagyapja is az Izsevszki Fegyvergyárban dolgozott. A családi hagyományokat követve az Izsevszki Ipari Technikum elvégzése után ő is a fegyvergyárban kezdett dolgozni technikusként. Első önálló munkája az 1891/30 mintájú Moszin–Nagant karabélyhoz való szurony gyártástechnológiájának javítása volt. 1939-ben behívták katonának a Vörös Hadseregbe, ahol fegyverjavítóként szolgált. 1941-ben már főfegyvermester volt, a hadseregben számos szovjet és külföldi lőfegyverrel ismerkedett meg. Fiatal kora óta szenvedélyes és gyakorlott céllövő volt.
A háború után visszatért Izsevszkbe, a fegyvergyár tervezőrészlegéhez. Ott kezdetben az általa  kedvelt és nagyra tartott fegyvertípus, a Moszin-Nagant puskák modernizálásával foglalkozott. A fegyvert a második világháborúban eredményesen alkalmazták mesterlövész feladatokra is. Pontos volt, de a töltése nehézkes volt, így Dragunov a társzerkezetét alakította át. A puska bázisán az 1940-es évek végétől több sportváltozatot is kifejlesztett.
Mint főkonstruktőr 27 fegyver – döntően sportfegyver – tervezése fűződik a nevéhez. Az 1940-es évek végétől sport- és céllövőfegyverek sorát fejlesztette ki. Első ilyen fegyvere az 1949-ben tervezett SZ–49 sportfegyver, majd az ötvenes években ezt követték a továbbiak: a CV–50, MCV–50, CV–55 (Zenyit), a Sztrela, a női sportlövők számára készített könnyített Tajga, az SZM gyakorló sportfegyver, a Biatlon–7–2, Biatlon–7–4. A Dragunov által tervezett fegyverekkel a sportolók a szovjet időszakban több mint 300 érmet szereztek nemzetközi versenyeken.
Dragunov 1958-ban egy nagy pontosságú öntöltő karabélyra kiírt pályázat elnyerése után kapott megbízást mesterlövészpuska kifejlesztésére. A  védelmi minisztérium Rakéta és Tüzér Főparancsnokság által jóváhagyott műszaki szempontrendszerében a nagy pontosság mellett a könnyű, kompakt kivitel és a félautomata működés volt kiemelt követelmény. A fegyverrel szemben megfogalmazott követelményrendszer alapproblémáját a félautomata működés és a mesterlövész feladatkörből adódó ellentmondások adták. A félautomata működés (a fegyverben mozgó zárszerkezet) miatt a pontosság csökken. A nagy pontosságú, de csak egyeslövésre alkalmas hagyományos mesterlövész fegyverek katonai alkalmazása viszont korlátozott. Dragunov e két ellentétes szempont között az optimumot próbálta megtalálni, amely végül az SZVD-ben öltött testet. A fegyverhez Dragunov az általa igen jól ismert, Szergej Moszin által tervezett puskákhoz használt 7,62x54 mm R típusú lőszert választotta. A fegyver első prototípusa 1959-ben készült el SZSZV–58 jelzéssel, a végleges, sorozatgyártású változatot  pedig 1963-ban rendszeresítették a Szovjet Hadseregben. Később elkészítette az TSZV–1 típusjelzést viselő,  .22LR lőszert használó gyakorló változatát, majd az afganisztáni háború tapasztalatai alapján az SZVDSZ típusjelzésű, behajtható válltámasszal szerelt változatát. Elkészítette az SZVD vadászpuska változatait is, amelyeket Medvegy (=medve) és Tyigr (=tigris) néven gyártottak.
A 70-es évek elején Dragunov egy számára új területtel kezdett el foglalkozni. A hadsereg igényeinek megfelelően kifejlesztette a 9 mm-es PP–71 géppisztolyt. Később a Szovjet Hadsereg elvetette a fegyver rendszeresítését, így azt sorozatban nem gyártottak. Közel húsz évvel később, az 1990-es évek elején mutatkozott ismét igény a fegyverre, így az akkor már nyugdíjas Dragunov hozzálátott a PP–71 terveinek a felújításához. Az áttervezett és PP–71 Kedr (Cédrus) vagy (Кедр – Конструкция Евгения Драгунова) néven gyártott fegyvert már Dragunov halála után rendszeresítették az orosz belügyi csapatoknál, majd 1994-ben a továbbfejlesztett változat, a Klin került a belügyi erők fegyverzetébe.
Munkásságáért számos kitüntetést, többek között Lenin-díjat is kapott. Jevgenyij Fjodorovics Dragunov 1991. augusztus 4-én hunyt el. 1992-től Izsevszk egyik utcája viseli a nevét.